# 阿洛倫島鶴姥魚
阿洛倫島鶴姥魚（學名：Aspasmichthys alorensis）為輻鰭魚綱喉盤魚目喉盤魚科的其中一種，由傑拉爾德·R·艾倫（Gerald R. Allen）和馬克·埃德曼（Mark Erdmann）於2012年描述，其樣本來自印尼東努沙登加拉省阿洛海峽的暗礁，分布於西太平洋印尼海域，深度可達16公尺，本魚體延長且扁平，背鰭軟條7枚、臀鰭軟條7枚，體長可達0.8公分，屬底棲性魚類，與海綿共生，生活習性不明。